# Jan de Koning (Boerenpartij)
Jan de Koning (Lunteren, 22 september 1937 – Lunteren, 10 januari 2010) was een Nederlands politicus. Hij was van 1973 tot 1977 lid van de Tweede Kamer der Staten-Generaal namens de Boerenpartij.
De Koning was een landbouwer, geboren en getogen in Lunteren bij de plaats Ede. Hij volgde de lagere school in Lunteren en de Christelijke Lagere Tuinbouwschool in Ede. Hij kwam in april 1973 tussentijds in de Tweede Kamer als opvolger van zijn overleden partijgenoot Toon Nuijens. In het parlement hield hij zich onder meer bezig met landbouw, visserij, verkeer en binnenlandse zaken. De Koning viel vooral op door zijn verzet tegen de invoering van de Zomertijd; hij beweerde dat de zon zich toch niets van de klok aantrok.
Naast parlementslid was De Koning van 1974 tot 1978 lid van de gemeenteraad van de gemeente Ede.
- Biografisch Portaal: 26297611
- Parlement.com: vg09lleyokxl